# كارلوس ميندوزا
كارلوس ميندوزا (بالإسبانية: Carlos Mendoza)‏ (19 أكتوبر 1992 بلاباز في بوليفيا - ) هو حكم كرة قدم ومدرب كرة قدم ولاعب كرة قدم بوليفي في مركز الدفاع. لعب مع Sport Boys Warnes ‏.

## روابط خارجية
- كارلوس ميندوزا على موقع قاعدة بيانات كرة القدم.إي يو (الإنجليزية)
- كارلوس ميندوزا على موقع Soccerway.com (الإنجليزية)
- كارلوس ميندوزا على موقع عالم كرة القدم.نت (الإنجليزية)